# Prolesje
Prolesje (en serbe cyrillique : Пролесје) est un village de Serbie situé dans la municipalité de Trgovište, district de Pčinja. Au recensement de 2011, il comptait 39 habitants.

## Démographie
| 1948 | 1953 | 1961 | 1971 | 1981 | 1991 | 2002 | 2011 |
| ---- | ---- | ---- | ---- | ---- | ---- | ---- | ---- |
| 310  | 291  | 275  | 287  | 156  | 77   | 67   | 39   |

|  |